# Алиенация (социология)
Вижте пояснителната страница за други значения на Алиенация.
Алиенация (в социалните науки) е онова състояние, при което е налице чувство за отстраненост и отделеност от нечия среда или дори себе си. Понятието възниква като Entfremdete Arbeit (буквално от немски: отчуждение в работата) и е термин, предложен от Карл Маркс.
Идеята за алиенацията е популярна в социалните науки и все пак тя остава смътна концепция, описваща или безсилие по отношение на собствената съдба, или чувство за безсмислие, отнасящо се или до липса на истински смисъл за каквото и да е било действие, или въобще общо чувство за липса на цел.
Смята се от мнозина, че атомизмът на съвременното общество означава, че хората са с по-плитки отношения с другите около тях, отколкото биха били нормално. Това води до затруднения в разбирането и адаптирането към чуждата уникалност (ненормираност). Също така понякога се нарича комодификация, като в този случай се набляга на съвместимостта на капитализма с алиенацията (обща тема от началото на работата на Карл Маркс, виж Теория на Маркс за отчуждението).